# فرودگاه شماره دو قازان
فرودگاه شماره دو قازان (به انگلیسی: Kazan-2 Airport) یک فرودگاه همگانی است که یک باند فرود بتن دارد و طول باند آن ۳۱۶۰ متر است. این فرودگاه در شهر قازان کشور روسیه قرار دارد و در ارتفاع ۱۲۰ متری از سطح دریا واقع شده است.